# Vikingo

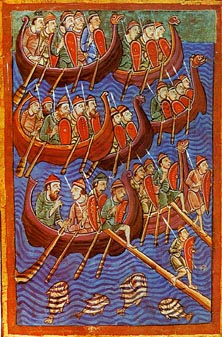
Daneses a punto de invadir Inglaterra,
Miscelánea sobre la vida de San Edmundo, siglo.

Vikingo (del nórdico antiguo, víkingr) es el principal nombre dado a los guerreros que realizaban incursiones de saqueos, provenientes de los pueblos nórdicos procedentes mayoritariamente de Escandinavia, aunque no únicamente, famosos por ser grandes navegantes y por llevar a cabo pillajes y ataques en Europa. Dependiendo del contexto y de la interpretación del autor, puede usarse el nombre para referirse a los incursores de esta procedencia o a sus países de origen. La metonimia ha llevado a que el nombre se siga usando aún hoy en día de forma coloquial para referirse a los países escandinavos. Su lengua era el nórdico antiguo.
Si bien existen referencias vagas a pueblos germánicos del mar Báltico y Escandinavia en las fuentes romanas, sus ataques y su aparición en la escena política europea cobran relevancia con el saqueo del monasterio de Lindisfarne (793) en el norte de Gran Bretaña, al que pronto siguieron ataques en el resto de las islas y en el continente. Los anales y crónicas de los dos siglos siguientes están repletos de relatos aterradores. En Iberia, saquearon Lisboa, Cádiz, Algeciras y Sevilla, y en general, Galicia, Andalucía, Murcia e islas Baleares. Su actuar violento aterrorizó a las antiguas comunidades, que, aunque acostumbradas a la guerra, no tenían forma de prever cuándo habría una incursión y sufrían una carencia de poderes fuertes en los comienzos de la Edad Media. Estos ataques sumados a los de los húngaros y ávaros, a la presión de pueblos eslavos en Europa Oriental y a la de los árabes en el Sur fueron tanto causa como consecuencia de un período de inestabilidad que favoreció la descentralización política del feudalismo.
Durante los siglos siguientes, los vikingos y sus descendientes tuvieron gran influencia en la historia europea. En las islas británicas gobernaron durante muchos años hasta ser finalmente derrotados por los normandos, descendientes de vikingos que habían recibido tierras en Normandía (Francia). En Italia fundaron el reino normando de Sicilia e incluso llegaron a influir con sus incursiones en el Califato de Córdoba y en el Imperio bizantino. A través de los ríos del norte intervinieron repetidas veces en el mar Báltico y en Rusia, cuyos primeros estados (la Rus de Kiev) aparecen vinculados a aventureros vikingos.
Se suele datar el final del periodo vikingo con la caída del rey Harald el Despiadado, que murió en la batalla del puente Stamford en el año 1066 cuando intentaba tomar posesión del territorio de Inglaterra; aunque los historiadores daneses amplían hasta 1085 con el final del reinado de Canuto IV de Dinamarca. Si bien la influencia nórdica siguió siendo relevante, la aculturización de normandos en Francia, Inglaterra e Italia, las victorias militares de varios estados como Francia que lograron asegurar las costas y la propia disminución de incursiones escandinavas con la cristianización de Escandinavia supusieron paulatinamente el final de su actividad tal y como se conocía.

## Nombres y etimología

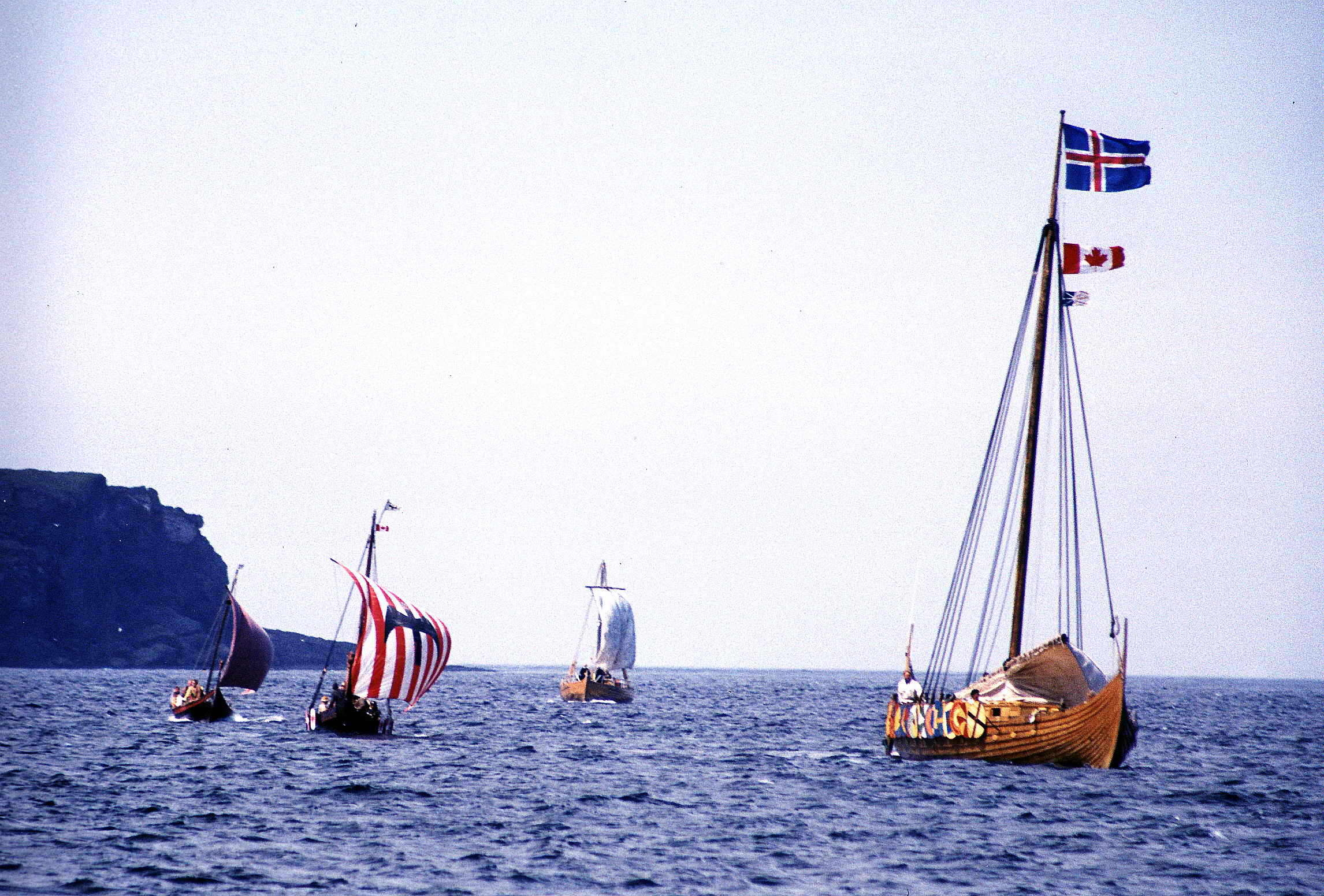
Recreación histórica moderna de un desembarco vikingo.

El origen de la palabra es discutido. En textos rúnicos se usa la forma fara í víking como ‘ir de expedición’, aunque en textos posteriores como las sagas islandesas implica saqueos o piratería y ya excluye expediciones comerciales. El nombre víkingr alude entre los escaldos a los marineros y guerreros que participan en expediciones de ultramar. También se usa como nombre de persona en algunas runas suecas. Hay pocas señales de que el término tuviera connotaciones negativas antes de que terminara la era vikinga.
Existen más teorías sobre su origen, algunas bastante improbables. Algunos eruditos han sugerido que la palabra proviene del sajón wic, un campamento militar. Otros sostienen que procede de la frase vik in, que significa 'bahía adentro', refiriéndose así a sus desembarcos; o puede derivar de la palabra vík en nórdico antiguo, que significa 'bahía pequeña, cala o entrada', por lo que se puede interpretar como 'el que frecuenta una bahía, caleta o fiordo'. Otros opinan que procede de vig (una batalla, aunque es improbable por motivos fonológicos), o de vijka, que significa 'mover o desviarse', haciendo de un vikingo 'el que da un rodeo o se desvía'. Entre las teorías que han ido ganando adeptos entre los eruditos del presente siglo, está la que la hace derivar del término en nórdico antiguo vika, 'milla marina', es decir la distancia que recorre una embarcación antes de que los remeros se cansen y sean relevados.
Una teoría que ha ido perdiendo fuerza ha vinculado la palabra vikingo como variante de la región geográfica de Viken, bajo el significado 'una persona de Viken'. Según el argumento, el término vikingo simplemente describe a una persona que procede de Viken, y que solo fue durante los últimos siglos que la palabra identifica a los escandinavos de la Edad Media en general. Por otro lado, en documentos de la época los hombres procedentes de Viken son llamados víkverir, y en cambio, se llama vikingos a hombres procedentes de otras regiones de Escandinavia, como por ejemplo en las piedras rúnicas de Tóki víking (Sm 10), Gårdstånga (DR 330) y Västra Strö 1.
En inglés antiguo, la palabra wicing aparece en el poema del siglo IX Widsith, así como en la historia de Adán de Bremen sobre 1070. Se usaba en la práctica como sinónimo de pirata. La palabra se perdió y no se usa en textos posteriores, siendo viking reintroducido en el Renacimiento vikingo del Romanticismo, que los idealizó y dio pie a la extensión del adjetivo a «religión vikinga», «cultura vikinga» entre otros. En español se introdujo desde el inglés.
El nombre hacía referencia a la actividad, no al origen étnico, siendo la extensión del término al pueblo escandinavo, una metonimia moderna. En textos escandinavos, incluso hoy en día, el término se usa normalmente para especificar a los expedicionarios. La cuestión de si eran o no una cultura ha sido objetivo de diversos debates. Olaf Ragnusson, experto en el tema, así lo defiende en su libro Vikings: The Greatest Civilization, con base en la sociedad agraria y con un gobierno que tenían. Por ejemplo, el término se usa para las culturas germanas, excluyendo a los sami, originarios también de Escandinavia.
Este nombre fue, sin embargo, poco usado fuera de Escandinavia. Son frecuentes las formas varegos (del mar Varego o mar Báltico) y nordmanni (normandos, literalmente 'hombres del norte'), de origen franco. Mientras, los cronistas alemanes los describen como ascomanni, 'hombres del fresno', una descripción que puede deberse a alguna de estas dos teorías: El hecho de que el árbol sagrado de los vikingos, Yggdrasil, es un fresno. O también que el primer hombre, Ask, fue creado según la mitología nórdica por Odín y sus hermanos, Vili y Ve, a partir de un tronco de fresno que encontraron. La primera mujer, Embla, fue creada a partir de un tronco de olmo.
Las fuentes musulmanas hispanas se refieren a ellos como mayus (literalmente, 'magos', nombre dado a los sacerdotes mazdeístas y utilizado por extensión para referirse a los paganos); las fuentes eslavas, como Rus (posiblemente del nombre finés para Suecia Ruotsi), y las bizantinas, como Rhos (del adjetivo griego para 'rojo', por su complexión rubicunda) o Varangoi (probablemente del antiguo noruego Var, 'voto' o 'juramento', que describe una banda de hombres que habían jurado fidelidad entre sí).
Estos nombres se usaban indistintamente para todas las naciones escandinavas, fueran noruegos, suecos o daneses. Por ejemplo, Adán de Bremen, en un escrito en torno a 1075, se refiere a «los daneses y los suecos y otras gentes más allá de Dinamarca (noruegos) llamados escandinavos». Por lo tanto, cuando las crónicas hacen referencia repetidamente a Dene o Dani, no debería asumirse que los vikingos en cuestión provenían necesariamente de Dinamarca. Solo los irlandeses, que los llamaban Lochlannach ('gente del norte') o Gaill ('forasteros' o 'extranjeros'), Dubgaill y Finngaill eran los términos para distinguir entre daneses (Finn-gaill, 'extranjeros blancos') y noruegos (Dubh-gaill, 'extranjeros negros').

## Constituyentes

### Antecedentes

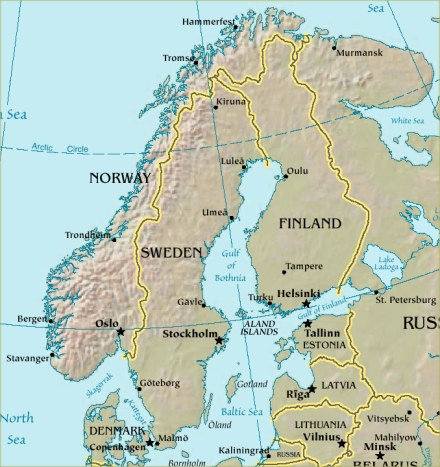
Mapa de Escandinavia y el norte de Europa.

Pertenecían étnicamente a la familia de los pueblos germanos y su lengua y cultura eran germánicas derivadas de religiones animistas, como las de todos los pueblos escandinavos. Los primeros monjes cristianos germanos asociaron a este pueblo con el nieto de Noé e hijo mayor de Jafet llamado Gómer (y su pueblo, los cimerios). Esta comunidad lingüística y cultural de toda el área escandinava ha de tenerse en cuenta a la hora de profundizar en el conocimiento del espíritu que llevaban estos pueblos.
Estos pueblos, al igual que los griegos, habitaban una geografía muy segmentada que —junto al clima y los animales carnívoros— hacía muy difícil la comunicación por tierra, lo que los obligó a navegar. El mar se convertiría en su principal medio de comunicación.
Los contactos entre los países nórdicos y el resto de Europa venían de hace tiempo. Los hérulos, por ejemplo, fueron unos claros predecesores de los futuros vikingos, ya que también procedían de Escandinavia y efectuaron algunas expediciones de saqueo a lo largo de las costa atlántica de Europa a bordo de embarcaciones. Los hallazgos arqueológicos muestran que el comercio y la influencia datan de varios milenios antes de Cristo. No obstante, los países escandinavos constituían un remoto rincón de poca importancia política y económica para el resto de Europa.

### Pueblos nórdicos
Pueden distinguirse tres grupos principales:
- Daneses:

En sus inicios, los daneses tenían una organización militar muy fuerte, realizaron incursiones rápidas, cuyo único fin era el pillaje y obtener un botín. Era también el pueblo más numeroso de los tres. Habitaban principalmente en Jutlandia, Escania y Selandia, aparte de las islas que separan al mar Báltico del mar del Norte entre ambas penínsulas. Esto les daba una gran ventaja estratégica que les permitía dominar las rutas de comercio, al igual que Constantinopla. En Dinamarca se han hallado restos de fortificaciones, de fines del período de apogeo vikingo, donde podía concentrarse gran número de tropas. Las fortificaciones, conocidas como trelleborgs, tienen forma circular y están divididas en cuatro cuadrantes, con edificios en cuadro en cada uno de ellos. Los recintos fortificados están concebidos con una precisión que atestigua gran sentido del sistema y del orden por parte de los caudillos, y también que, en el séquito del rey danés, había gente con profundos conocimientos de geometría. Un ejemplo de este tipo de asentamientos es la antigua Hedeby.
- Noruegos:

Empezaron surcando los mares y ríos con fines pacíficos, que posteriormente cambiarían por incursiones a mayor escala que las de los daneses, con fines de conquista. Se les conocía por ser muy buenos navegantes y fue también en Noruega donde se conservó mejor la tradición naval. Cabe señalar que los noruegos controlaron el mar del Norte, recorrieron el océano Atlántico y colonizaron Islandia, Groenlandia y Vinlandia.
- Suecos:

Realizaron grandes viajes a través de los mares entre los siglos VIII y XI. Recorrieron toda la Europa septentrional y meridional, interviniendo en Rusia, el Imperio bizantino y otras zonas de Europa Oriental.

### Expansión

Mapa de las zonas de asentamiento vikingas:
Siglo
Siglo
Siglo
Siglo
Extensión de las incursiones vikingas.

Estos pueblos nórdicos se lanzaron a la expansión, en busca de tierras que conquistar o colonizar a partir del siglo VIII.
Una teoría común sugiere que Escandinavia podría haber sufrido una etapa de superpoblación. La generalización de una agricultura mucho más eficiente en los tiempos precedentes habría permitido a la población dispararse, con la consiguiente presión demográfica por nuevas tierras. Esto, en un pueblo costero con una avanzada navegación, supondría una era de expansión a través de los mares. Aunque casi todas las explicaciones toman como base esta teoría, se hace difícil imaginar una extensión semejante sin una presión por nuevas tierras, generalmente se la considera como parte de una explicación mayor. La principal objeción a esta teoría es la falta de pruebas de tal aumento demográfico y la falta de argumentos para las incursiones y saqueos. Además, las tierras nórdicas, aunque duras, disponían y disponen de amplias zonas sin habitar que no parecen haber sido ocupadas.
Se considera también que el declive de las antiguas rutas comerciales puede haber sido un factor decisivo. Desde la caída del Imperio romano en 476, los intercambios comerciales en Europa disminuyeron considerablemente, y la unidad política y de mercado se rompió. Así, los vikingos tuvieron una gran ocasión como comerciantes: cambiaban las pieles y esclavos de su tierra por plata y especias árabes, que usaban para comerciar y comprar armas a los francos, ocupando un puesto vacío de intermediarios.
Otra argumentación frecuente es que los vikingos se aprovecharon de la debilidad de las regiones que atacaban y ocupaban. Así, la época de grandes ataques coincide con la fractura del Imperio carolingio y la división británica. Otro factor importante fue la destrucción del poder naval frisio por los francos, que dejó a los vikingos sin rivales en el Atlántico Occidental, dándoles la oportunidad de ocupar su antigua zona de influencia.
A este hecho se suma también el avance en las mejoras técnicas navales de los vikingos. Por ejemplo, sus embarcaciones tenían poco calado, lo cual les permitía navegar por ríos poco profundos, adentrándose tierra adentro por vías fluviales. Construyeron barcos de unos 20-25 metros de eslora por 3-6 metros de manga, con una capacidad de entre 40 y 100 tripulantes, pero siempre manteniendo una maniobrabilidad y ligereza que les daba ventaja en cualquier situación. Desarrollaron además la orientación astronómica.
Otra de las causas parece responder a un factor político. Según se cree, en los años precedentes a la expansión, en Escandinavia se sucedieron una serie de movimientos de unificación. Las tribus o grupos que quedaban fuera de estos movimientos debían buscar nuevas zonas de asentamiento.

## La era vikinga

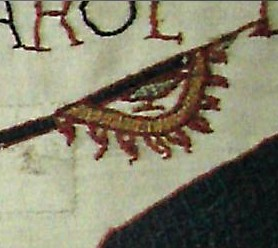
Detalle del tapiz de Bayeux donde aparece un estandarte del cuervo, la enseña sagrada de los vikingos en el campo de batalla.

Sus ataques y su aparición en la escena política europea comenzaron con el saqueo del monasterio de Lindisfarne en el año 793. Los monasterios, que acumulaban amplias posesiones, alimentos y cobijo, son objetivo de sus siguientes ataques, que se producen con gran facilidad y rapidez (al fin y al cabo, los monjes no podían defenderse). En 794, son saqueados el monasterio de la isla escocesa de Iona, los monasterios de Jarrow y Monkwearmouth en la costa inglesa y el monasterio de Inishboffin en Irlanda. Dichos ataques se repetirían en los años siguientes, azotando la zona. No obstante, hay que tener en cuenta que la mayoría de fuentes de esa época fueron redactadas por los pueblos atacados, por lo que es posible que muchos de los datos estén exagerados. De hecho, los ataques fueron vistos en muchos casos como herejías por los monjes de los monasterios, ya que suponían un ataque directo a Dios. 

Incursiones vikingas en Gran Bretaña a finales del siglo.

En 799, los vikingos se empiezan a aventurar lejos de esa zona y llegan por primera vez a la costa francesa en Bretaña. El estuario del Loira y las islas de la región fueron víctimas de las razias vikingas. En 820, ya una flota de 13 navíos ataca por el Sena. En 834 se tienen noticias de sus primeros ataques a los Países Bajos.
En las islas británicas y el canal de la Mancha, el paso del tiempo solo incrementó el número de ataques, su fuerza y su alcance. En 840, se tiene constancia de su primer campamento invernal en Irlanda, donde, para protegerse de los daneses, los jefes locales se alían con los noruegos, que desde 853 pasan a controlar Irlanda. En 850, invernan también en Inglaterra, donde fundan en 866 un asentamiento permanente en York y conquistan una amplia porción del país. Al sur, también empeoran las cosas: en 845 se produce el primer ataque a París y en 847 a Burdeos.
La primera expedición vikinga al Mediterráneo data de 844, cuando 4000 vikingos en 54 naves remontan el río Guadalquivir, sembrando el terror en la zona y quemando Isbiliya antes de ser derrotados por Abd al-Rahmán II en la batalla de Tablada, donde murieron más de 1000 vikingos (llamados majus) y fueron ejecutados 400 prisioneros. El resto de la expedición huyó perdiendo 30 navíos. En 858, una expedición de más de 62 barcos saquea las costas del Levante ibérico y la Toscana italiana. A partir de esa época, comienzan a remontar ríos, siendo rechazados en 863 frente a Colonia, aunque obteniendo éxito en otras incursiones por Alemania y Francia. Al este, remontan el Volga por Rusia, apoderándose en 861 de Nóvgorod y en 863 de Kiev. En 865, una primera expedición sin éxito trata de llegar a Constantinopla.
En 878, el rey de Wessex Alfredo I el Grande venga los múltiples saqueos de Inglaterra y logra derrotar a un ejército danés, garantizando la independencia de su tierra, aunque tiene que reconocer el dominio de estos sobre la otra mitad de Inglaterra. La guerra no tardaría en reanudarse, pero desde entonces los vikingos llevan la peor parte. En 885 su ataque más afamado a París solo se evita con el pago de un rescate y el permiso para saquear las tierras durante su camino de vuelta. Pero en 888, Alano I de Bretaña logra derrotarlos también. El comienzo del siglo X en Europa Occidental marca el fin de sus grandes éxitos. En 911, se rechaza el último ataque a la desembocadura del Sena, y en 931 son expulsados de sus bases en el Loira. La década siguiente ve sus últimos ataques a Bretaña.
En Oriente su presencia sería más duradera, y a lo largo del siglo X varias expediciones tienen éxito en sus ataques por el mar Negro y el Caspio. Los comienzos del siglo XI verían un último reaparecer cuando en 1014 se reinstaura el dominio vikingo de Inglaterra bajo el mando del rey Canuto II de Dinamarca. Este renacer se considera definitivamente terminado cuando el rey Harald III el Despiadado muere en la batalla del puente Stamford en 1066, durante conflictos dinásticos en Inglaterra.
La Era Vikinga estaba ya tocando a su fin. En 1100 Suecia se convierte al cristianismo, mostrando así como Escandinavia se iba integrando en la cultura europea cristiana. Fuera de sus países de origen, la mayoría de sus asentamientos habían terminado mezclándose con la población local y aculturizándose. Los descendientes de los vikingos lograron consolidarse en el ámbito europeo. Los normandos, vikingos asentados en Francia, salieron de Normandía y subieron a los tronos del Reino de Jerusalén, Inglaterra, Sicilia, Nápoles y del Imperio latino.

## Historia por países

### Islas británicas

#### Inglaterra
De acuerdo con las crónicas anglosajonas, tras el ataque a Lindisfarne en 793, los vikingos continuaron con sus incursiones esporádicas sobre la costa inglesa. Ese mismo año los vikingos saquearon un monasterio que custodiaba las reliquias de san Cuthbert. Marcó el principio de un violento período de saqueos, ataques y devastaciones que, con el tiempo, se fueron haciendo más violentos y organizados. Así, los noruegos atacaron durante el invierno entre 840 y 841, en vez de durante el verano como solían, recalando en una isla frente a Irlanda. En el 850, llegaron a invernar en suelo inglés.
Durante esta época era típica la siguiente oración en cualquier iglesia de Northumbria:

A furore normannorum libera nos, Domine (De la furia de los hombres del norte líbranos, Señor)

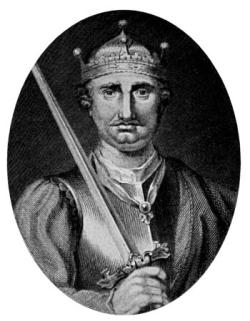
Guillermo I visto por un artista del siglo o.

En 865, un gran ejército danés, supuestamente liderado por Ivar el Deshuesado, Halfdan Ragnarsson, Ubbe Ragnarsson y posteriormente el rey Guthrum, llegó a Estanglia. Cruzaron Inglaterra hacia Northumbria y capturaron York donde se asentaron creando el reino vikingo de Jorvik. Aunque la mayoría de los reinos anglosajones fueron conquistados sin grandes problemas, Alfredo el Grande logró contenerlos en la frontera de Wessex. Los vikingos dominaron Inglaterra durante muchos años, sometiéndola al pago de un tributo, el Danegeld (o el ‘oro de los daneses’) en el territorio ocupado, que fue llamado Danelaw (o ‘bajo la ley danesa’). Alfredo firmó en torno al 880 la llamada Paz de Guthrum con el rey danés, según la cual acordaron una frontera que repartiría los territorios. Guthrum reinaría sobre los territorios al norte y al oeste, mientras que Alfredo recibiría los del sur y el este (a partir de este momento, podemos empezar a hablar de Angloland, nombre que dio Alfredo a sus territorios). Sin embargo, Alfredo y sus sucesores continuaron la guerra llegando finalmente a expulsar a los vikingos y tomar York.
Una nueva oleada de vikingos llegó en 947 cuando Erico Hacha Sangrienta reconquistó York. La presencia vikinga se prolongó hasta el reinado de Canuto el Grande (1016-1035), tras cuya muerte, una serie de guerras sucesorias debilitó a la familia reinante. El fin de estas luchas sería la derrota de Harald III en la batalla de Stamford Bridge. Irónicamente, la nueva dinastía sería fundada por Guillermo I el Conquistador, un normando o descendiente de vikingos asentados en Francia.

#### Irlanda
Los vikingos llevaron a cabo numerosas expediciones sobre Irlanda. Se asentaron en algunos puntos, fundando ciudades como Dublín. Aunque en algunos momentos parecieron estar a punto de controlar la isla, acabaron mezclándose con los irlandeses. La literatura, el arte y la arquitectura reflejan esta profunda influencia escandinava. A través de las rutas comerciales y vikingas, entraron además en contacto con Oriente.
Desde 795, los monasterios de la costa este de Irlanda sufrieron numerosos ataques, pronto extendidos al resto de la costa, especialmente en el norte y este. En los primeros 40 años, se trató generalmente de pequeños grupos no organizados. A partir de 830 empezaron a actuar flotas considerables y coordinadas, estableciéndose los primeros asentamientos en las costas, entre los que destaca Dublín. Esos asentamientos vikingos fueron aceptados por los nativos, produciéndose en muchos casos un mestizaje.
A los vikingos que llegaban a las islas desde Noruega se les llamaba los de «Lochlann de las oscuras naves» y en el manuscrito irlandés de san Gallo se cita:

Colérica esta noche ruge la tempestad. La blanca cabellera de las aguas revuelve. En las aguas de Irlanda ya no son de temer esta noche las velas de los fieros guerreros de Lochlann.

En 832, una flota vikinga de 120 barcos invadió los reinos de las costas norte y este, hecho atribuido a los deseos de controlar los rentables ataques a Irlanda. Durante la década de 830 se comenzó a profundizar hacia el interior, en contraposición a los ataques más superficiales y desorganizados que se habían estado llevando a cabo sobre las costas. Ya en 840, los vikingos disponían de varias bases tierra adentro. Para protegerse de los daneses, los jefes locales se alían en esa época con los noruegos, que desde 853 pasan a controlar Irlanda.
En 838, una pequeña flota remontó el río Liffey en el este, donde fundaron un campamento (longphort para los nativos), que constituiría los cimientos de la futura ciudad de Dublín. Otros longphorts fueron Cork, Limerick, Waterford y Wexford.
Uno de los últimos grandes combates con presencia vikinga fue la batalla de Clontarf en 1014, muchas veces mitificada, en la que los vikingos lucharon tanto en el bando del rey Brian Boru como en el de sus enemigos.

#### Escocia
A pesar de la falta de fuentes de los primeros tiempos, hay constancia de una presencia vikinga hacia la década de 830. En 839, un grupo —supuestamente de noruegos— invadió el centro del reino picto, por el valle de Earn y el río Tay. Como consecuencia de ello murió el rey Eóganan mac Óengusa de los pictos y su hermano y vasallo, el rey de los escoceses, decapitando el reino. La fundación del Reino de Escocia por Kenneth MacAlpin se encuentra entre las consecuencias de este hecho.
Las islas del norte Shetland y Órcadas, meridionales Hébridas y Mann, así como los enclaves escoceses de Caithness y Sutherland fueron colonizadas por los noruegos, a veces como parte del Reino de Noruega y a veces como Estados independientes. No fueron completamente integradas en Escocia hasta la anexión de las Shetland y las Orcadas en 1468. Galloway también recibió una copiosa inmigración nórdica.

#### Gales
Gales (o Bretland en nórdico antiguo) no fue colonizado como el resto de Gran Bretaña y de las islas británicas. Sin embargo, sí se produjo un reducido poblamiento en lugares como Saint David, Haverfordwest y Gower, entre otros. Algunos topónimos como Skokholm, Skomer y Swansea son vestigios de esta población vikinga. Aun así, los vikingos no pudieron establecer ningún control político sobre la zona, a diferencia de lo que ocurrió en Inglaterra o Irlanda. Según Lee M. Hollander, Bjorn el Galés y Jarl Stefnir son un testimonio en las sagas nórdicas de que los vikingos tuvieron enclaves en Gales.

### Francia
La mitad occidental del Imperio carolingio sufrió a lo largo del siglo IX, y tras la ruptura del mismo, numerosos ataques vikingos, que asolaron las costas. Los primeros ataques se concentraron en la zona del canal de La Mancha, junto con las islas británicas una de las zonas más castigadas por los vikingos. El mismo Carlomagno tuvo que armar una flota para tratar, infructuosamente, de proteger sus costas. La ribera del Loira, que solían remontar, también sufrió numerosos ataques. Los vikingos establecieron un asentamiento en una isla junto a la desembocadura del mismo, que se convirtió en una base para sus ataques.
Desde 820, el Sena sirvió de vía para atacar Francia. Ruan fue varias veces saqueada, y en 845 París sufre el primer saqueo, viéndose obligado el rey Carlos el Calvo a pagarles para que se retiren.
Los vikingos se aprovecharon de las guerras civiles en Aquitania, en los primeros años del reinado de Carlos II el Calvo. En la década de 840, Pipino II de Aquitania les solicitó ayuda, instalándose un asentamiento vikingo en la desembocadura del Garona. Dos duques de Gascuña morirían defendiendo Burdeos de sus ataques: Seguin II y Guillermo I, así como un obispo de la ciudad. Un duque posterior, Sancho Mitarra, les permitiría instalarse también en la desembocadura del Adour. En el 862 se llegan a adentrar hasta Tolosa (Toulouse).

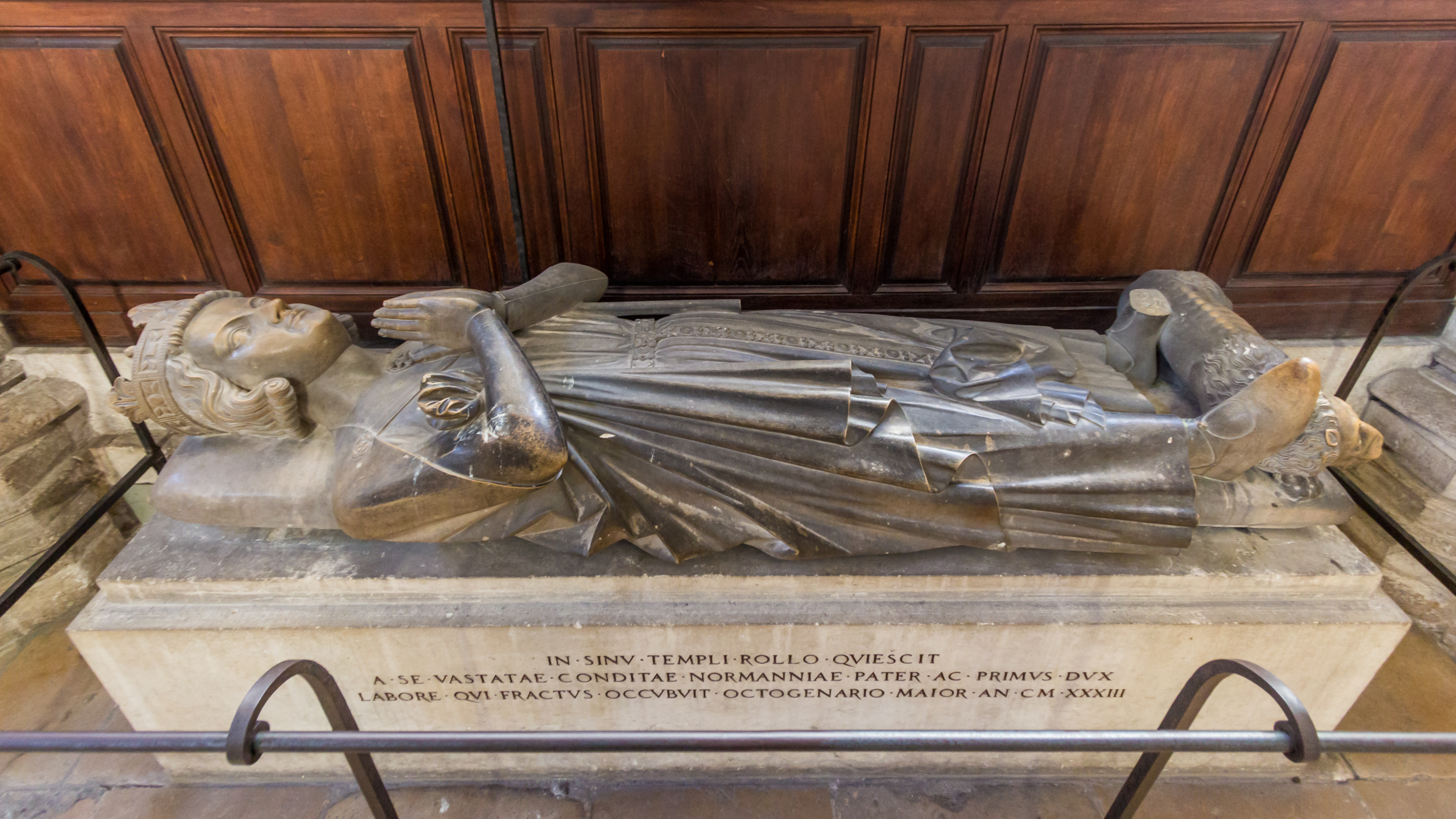
Tumba de Rollón en la catedral de Ruan.

En 864, ante la completa derrota militar, el rey Carlos el Calvo publicó el Edicto de Pistres, con el que creaba una fuerza de caballería bajo control real que debía estar lista para ser convocada contra cualquier ataque vikingo. Además, se ordenó la fortificación de puertos y puentes, con el fin de evitar que los vikingos se adentraran demasiado tierra adentro. No obstante, una alianza entre vikingos y bretones derrotó en la batalla de Brissarthe (865) a Roberto el Fuerte, margrave de la marca fronteriza de Neustria, y a Ranulfo I de Poitiers. Ambos murieron en la batalla.
A partir de la década de 880, los duques de Bretaña logran derrotar a los vikingos y alejarlos de sus tierras, lo que no impidió un nuevo ataque sobre París, que tuvo que pagar un rescate para salvarse, y un saqueo de Borgoña en 886.
Los últimos ataques vikingos importantes en Francia son repelidos en 911. Es entonces cuando el líder vikingo Rollón obtuvo del rey de Francia Carlos el Simple el Ducado de Normandía por el Tratado de Saint-Clair-sur-Epte. Él y los suyos se convirtieron al catolicismo y comenzaron a ser llamados normandos u hombres del norte, fundando una dinastía ducal que llegaría, a partir de Guillermo el Conquistador, a dominar Inglaterra.
Sus últimas bases sobre el Loira se verían destruidas durante la década de 930.

### Rusia
Los varegos migraron hacia el sur y el este a través de lo que hoy son Rusia y Ucrania, principalmente en los siglos IX y X. Ya fuera como comerciantes, piratas o mercenarios, recorrieron los ríos de Gardariki, llegando al mar Caspio y Constantinopla.

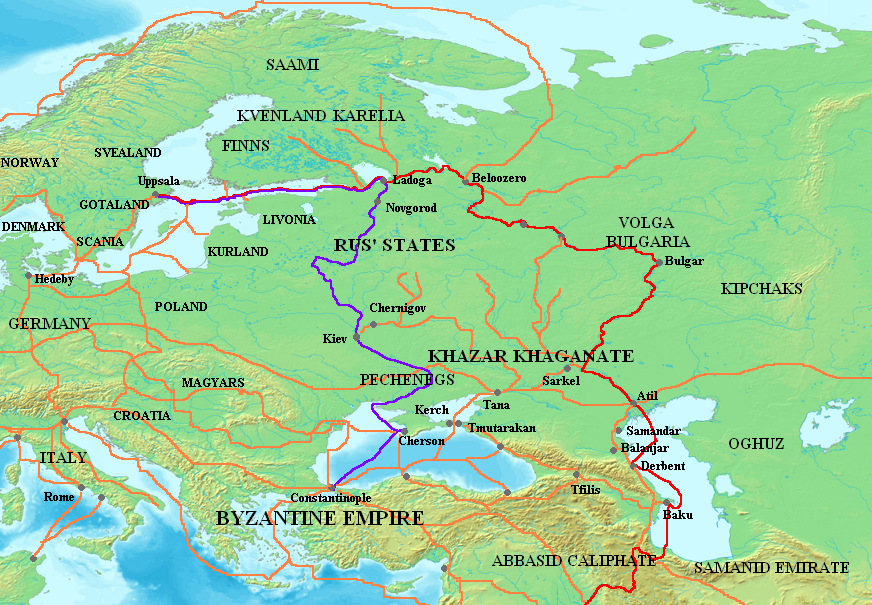
Principales rutas de comercio: Ruta del Volga (rojo) y la ruta de los varegos al Imperio Bizantino (en morado).

Asentándose en Stáraya Ládoga, los colonos escandinavos probablemente fueron un elemento en la génesis del pueblo Rus, y probablemente tuvieron un papel importante en la formación del Jaganato de Rus. Los varegos están mencionados por vez primera en la Crónica de Néstor como receptores de tributo de las tribus eslavas y finesas en 859. Era la época de la expansión de los vikingos por el norte de Europa; Inglaterra empezó a pagar el Danegeld en 859, y los curonios de Grobiņa hicieron frente a la invasión de los suecos en el mismo año.
En 862, las tribus eslavas y finesas se rebelaron contra los varegos, empujándolos hacia el mar, hacia Escandinavia, pero pronto estallaron conflictos entre ellos. El desorden provocó que pidieran a los varegos que regresaran para que los gobernasen, trayendo así la paz a la región. Liderados por Riúrik y sus hermanos Truvor y Sineo, se asentaron en Nóvgorod.
En el siglo IX, los rus pusieron en marcha la ruta comercial del Volga, que conectaba el norte de Rusia con Oriente Medio. Como la ruta del Volga decayó a finales del siglo, rápidamente ganó popularidad la ruta de los varegos a los griegos.
Escandinavos con base en Kiev llegaron incluso a intentar atacar a la mismísima Constantinopla, capital del Imperio romano de Oriente. Al sur, un vasto territorio recibió el nombre de Danelagen.

### Península ibérica

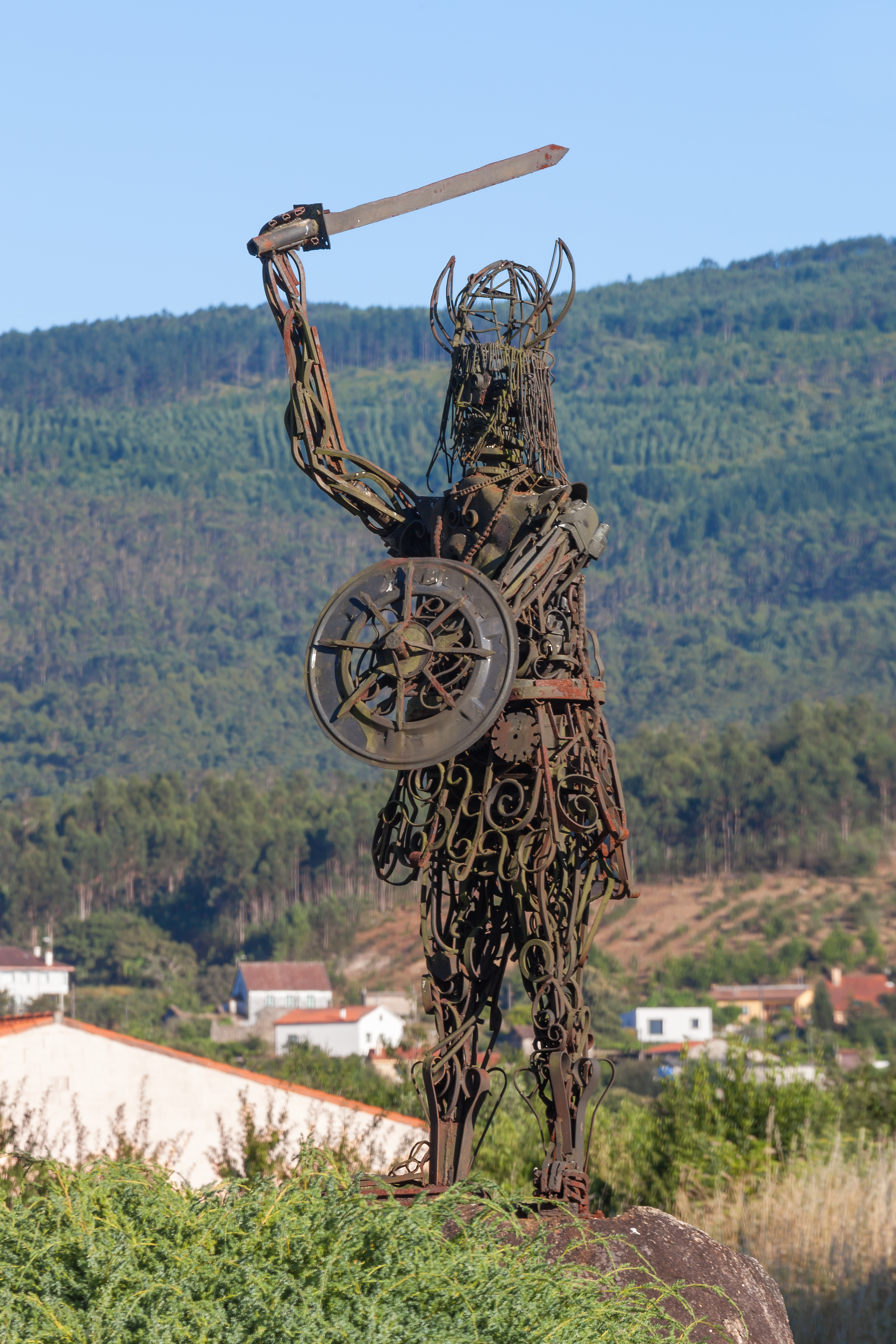
Estatua en recuerdo de las incursiones vikingas, Catoira (Galicia, España).

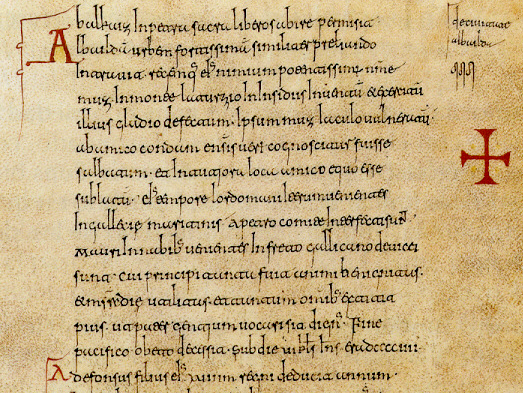
Manuscrito de la Crónica albeldense (siglo), donde menciona brevemente la derrota de los vikingos en las costas gallegas por las tropas del conde Pedro.

En el 840, un número indeterminado de naves bordearon la costa asturiana y gallega hasta llegar a la actual Torre de Hércules (su gran tamaño debió parecerles importante) y saquearon la pequeña aldea emplazada a sus pies. Ramiro I tuvo noticias de la expedición y convocó a su ejército para hacer frente a la incursión, derrotando a los vikingos y recuperando buena parte del botín. Hundió, asimismo, entre sesenta y setenta de sus naves, lo que no debió ser una gran victoria, como demuestra el hecho de que siguieron su campaña de saqueos. En Lisboa los cronistas hablan de una escuadra compuesta por 53 bajeles.
En el año 844 otra expedición normanda arrasa la ciudad de Gijón y sigue la costa atlántica hasta llegar a Lisboa y atacarla. Después tomaron Cádiz y subieron por el Guadalquivir, saqueando minuciosamente Sevilla durante siete días, donde destruyeron la mezquita e hicieron prisioneros a numerosos sevillanos, lanzando desde la ciudad avanzadillas a pie. Escribe el cronista árabe Ibrahim ibn Ya'qub:

En el año 844 unos paganos, a los que nosotros llamamos rus, atacaron Sevilla, la saquearon y asolaron, incendiando y matando.

Sin embargo, cuando Abd Rahman II salió con sus hombres y tras algunas batallas los vikingos vieron que no podían con la fuerza andalusí, aquellos huyeron, abandonando Sevilla y a muchos rezagados, quienes se rindieron a las fuerzas del emir y terminaron, o bien criando caballos y haciendo queso, o bien con el viejo castigo para la piratería: ahorcados, en este caso de las palmeras de Tablada.
Este primer ataque a al-Ándalus fue un acicate para el desarrollo de una flota defensiva que patrulló y vigiló no solo las aguas del emirato, sino también el Cantábrico. Además, se empezaron a reforzar las defensas en tierra firme.
Abderramán II, un gobernante más dado a la diplomacia que a la guerra, trató de evitar futuros ataques vikingos tratando de ganárselos como aliados. Y así hacia diciembre del año 844 o principios del 845 envió a un embajador, el jiennense al-Gazal a dialogar con los jefes vikingos en sus propias bases. Aunque el corto relato que se conserva de la expedición no permite saber a qué lugar del norte de Europa en concreto llegó al-Gazal, cabe conjeturar que se trata de Normandía.
Durante el reinado de Alfonso III de Asturias, los vikingos llegaron a cortar las comunicaciones navales con el resto de Europa. El historiador e hispanista Richard Fletcher menciona al menos dos incursiones reseñables en Galicia en 844 y 858, y dice: «Alfonso III estaba lo bastante preocupado por la amenaza de los vikingos como para establecer puestos fortificados en la costa, como hacían otros reyes».
En el 858 los normandos suben por el Ebro desde Tortosa,[cita requerida] lo remontan hasta el reino de Navarra, dejando atrás las inexpugnables ciudades de Zaragoza y Tudela, suben luego por su afluente, el río Aragón hasta encontrarse con el río Arga, el cual también remontan, llegan hasta Pamplona y la saquean, raptando al rey navarro. Una expedición similar ataca Orihuela desde el Segura. En el 859, los vikingos llegan de nuevo a Pamplona y secuestran al nuevo rey García I Iñíguez.

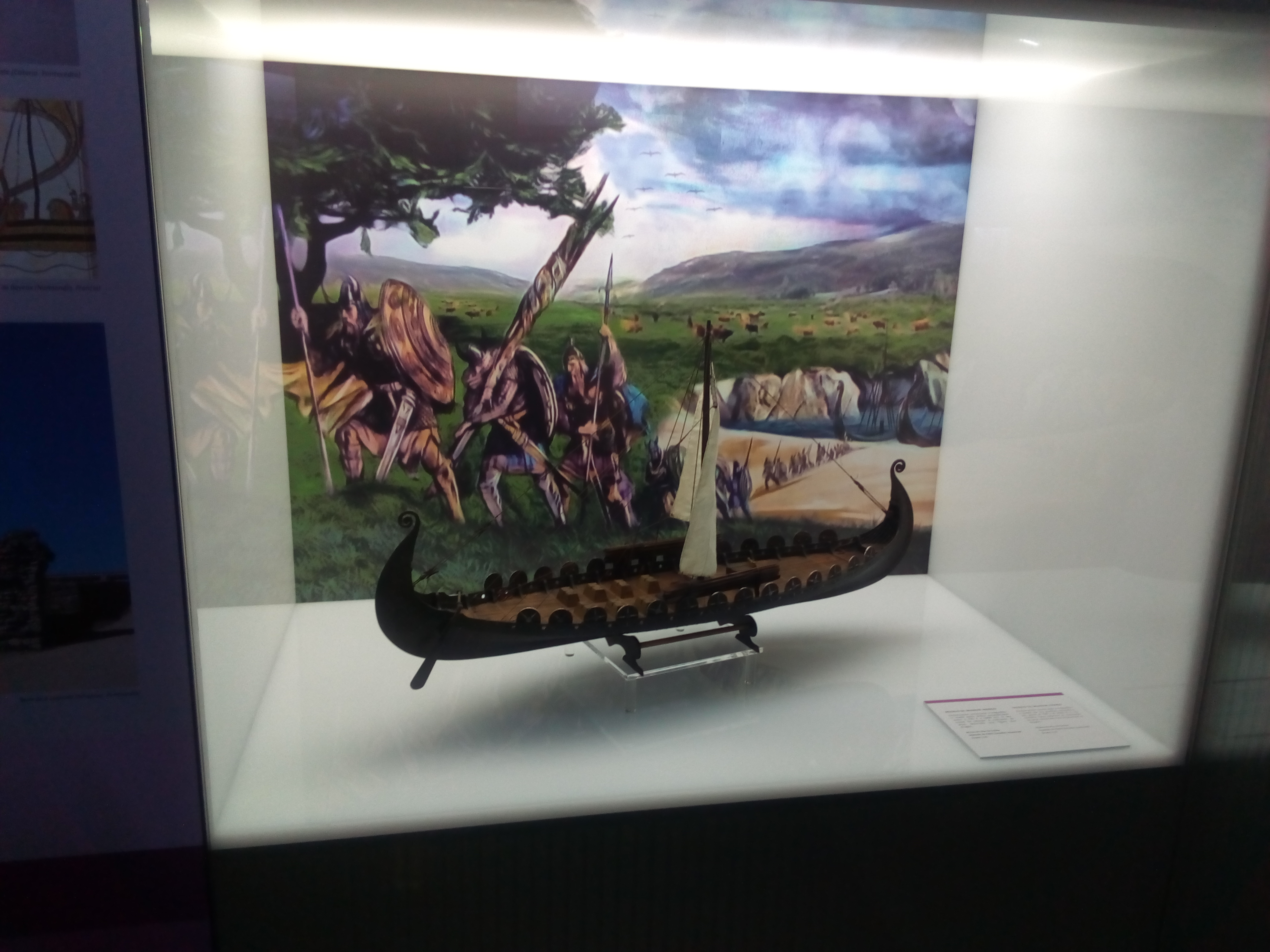
Maqueta de un drakkar expuesta en el Museo del Mar de Galicia en Vigo (España).

Como consecuencia de estos ataques, en 859 se intentó detenerlos de nuevo. Se amplió el puerto de Sevilla y se aumentó la flota de vigilancia marítima bajo Abderramán III y Alhakén II. Abderramán II ante las incursiones normandas construye los Ribat, fortalezas en las desembocaduras fluviales, entre ellas las denominadas hoy en día San Carlos de la Rápita en Tarragona, La Rábida en el río Tinto de Huelva; La Rábita en Granada, entre las desembocaduras del río Grande y el Guadalfeo, etc.
En 968 el obispo Sisnando de Santiago de Compostela fue asesinado y el monasterio de Curtis saqueado, teniendo que tomarse medidas para defender la ciudad interior de Lugo. El saqueo de Tuy en el siglo XI dejaría el cargo episcopal de la ciudad vacío por medio siglo. La captura y secuestro de rehenes para pedir un rescate también fue práctica común: Fletcher menciona el pago de Amarelo Mestáliz para garantizar la seguridad de su tierra y rescatar a sus hijas, capturadas en 1015. El obispo Cresconio de Compostela (1036-66) repelió un ataque vikingo más y construyó las Torres del Oeste (Catoira) como fortaleza naval para proteger Compostela. Póvoa de Varzim, en el norte de Portugal, fue colonizada por los vikingos. Lisboa también sufrió ataques de importancia.
Más contundente fue el conde Gonzalo Sánchez, quien terminó con toda la flota de Gunrod de Noruega; el conde capturó y pasó a cuchillo a toda la tripulación y su rey.
No se sabe con certeza la causa o causas que terminaron con los ataques vikingos. Algunos autores opinan que la aceptación de la fe cristiana hacia el año 1000 por la mayoría de ellos, los atenuó en su deseo de atacar a sus correligionarios. De cualquier modo, los reinos nórdicos deseaban cada vez más abrirse al resto de Europa y comerciar con ellos en lugar de invadirlos. Como ejemplo está el caso del rey castellano Alfonso X El Sabio que casó a su hermano Fernando con la princesa Cristina de Noruega (enterrada en Covarrubias, Burgos) el 31 de marzo de 1252, porque dicho matrimonio era conveniente tanto para Alfonso X como para Haakon IV.

### El Mediterráneo
Las incursiones varegas a través de los ríos rusos los llevaron a atacar los puertos del mar Negro y a intentar atacar la mismísima Constantinopla, infructuosamente. Sin embargo, los emperadores bizantinos los contratarían como mercenarios en lo que fue llamada Guardia varega.
Los ataques a través del estrecho de Gibraltar llegaron tan lejos como Palestina.
Mención aparte merece la conquista de Sicilia e Italia meridional. Campo de batalla entre lombardos, bizantinos y musulmanes, los normandos comenzaron a llegar como mercenarios y terminaron enseñoreándose de la región y fundando el Reino de Sicilia. Los rasgos fenotípicos insólitos de actuales calabreses, como ojos no pardos (verdes, azules, celestes), cabelleras rubias o cara no ovoide, son un signo de la carga genética de los pueblos del norte: se está en presencia del «fenotipo vikingo».
Dinastías medievales como la casa de Asen, que gobernó Bulgaria y Serbia, integraron mercenarios varegos y normandos asociando en documentos antiguos con apellidos como Djurdzhen, asociado a familias de la región de Dalmacia, donde hubo contacto vikingo durante el Medioevo, dando lugar a variantes como: Djurdjek (Croacia y Serbia), Dyrdek (Polonia), y Durdek (Ucrania), uno ejemplo lingüístico de remanentes que muestran su influencia, en nórdico antiguo, Dýr significa «animal salvaje o fiero», y términos como Dýrdraki («dragón feroz» o «depredador») sobrenombres de guerreros que pudieron dar pie a estos.[cita requerida]

## Exploraciones

### Islandia

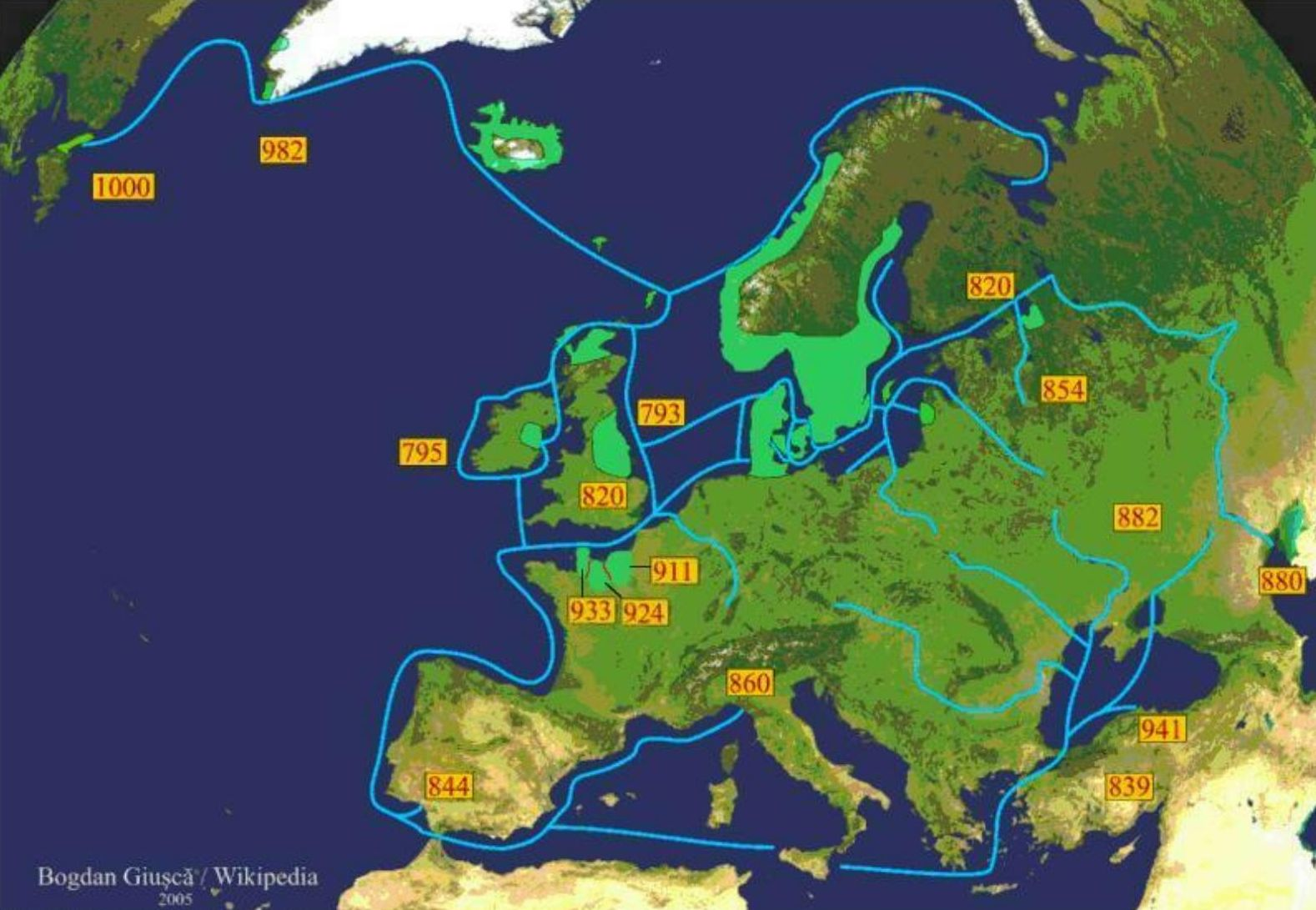
Territorios y viajes vikingos.

En sus expediciones los vikingos colonizaron Islandia y la convirtieron en el último bastión donde todas las decisiones se tomaban en consenso por el Althing (asamblea de hombres libres) mientras el resto de Europa se sumía en el feudalismo. Precisamente una de las principales motivaciones de los colonos era seguir con la autarquía propia de los clanes familiares y así permanecieron hasta 1262 o 1264 cuando se integró como territorio del reino de Noruega. Anteriormente, Islandia había estado poblada por monjes anacoretas irlandeses llamados papar.

### Groenlandia
Según cuentan las sagas islandesas, los vikingos de Islandia llegaron por primera vez a Groenlandia en 982. En aquel momento, la colonia consistía en dos asentamientos, con una población total de entre 3000 y 5000 habitantes, y al menos 400 granjas que pueden datar de esa época han sido identificadas en el sitio por los arqueólogos.
En 981, Erik el Rojo, que había sido desterrado de Islandia, emprendió un viaje de exploración hacia una tierra mencionada por marinos y poetas. En su drakkar de 32 metros de largo recorrió hacia el oeste unos 320 kilómetros hasta encontrar la costa este de Groenlandia, a la que no pudo acercarse debido a la banquisa. Las corrientes lo arrastraron hacia el cabo Farewell, al sur de la isla. Cuatro años más tarde, Erik el Rojo con 400 personas fundó dos colonias en la costa oeste que llegaron a tener 5000 y 1400 colonos respectivamente.
En su cúspide, la colonia vikinga en Groenlandia tuvo una diócesis en Gardar y exportaba marfil, cuerdas y productos agropecuarios. En 1261, la población aceptó el gobierno del rey de Noruega, aunque continuó aplicando sus leyes locales.

### Vinlandia

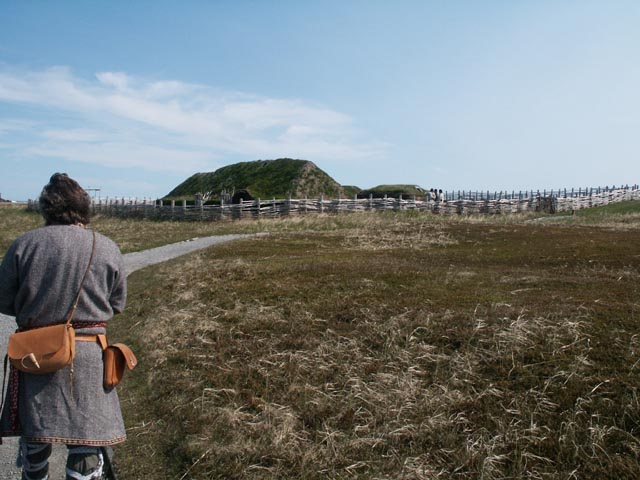
Asentamiento vikingo en L'Anse aux Meadows, Terranova.

Según cuentan las sagas islandesas (la «Saga de Erik el Rojo» y la «Saga de los groenlandeses», capítulos del Hauksbók del Libro de Flatey), los vikingos iniciaron la exploración al oeste de Groenlandia a los pocos años de establecerse los asentamientos en la isla. Bjarni Herjólfsson, un mercader que navegaba entre Islandia y Groenlandia, perdió el rumbo, llegando a un territorio mucho más al oeste. Herjólfsson describió el territorio a Leif Eriksson, quien exploró el área con mayor detalle y fundó un pequeño asentamiento, llamado Leifbundir.
Las sagas describen tres áreas separadas descubiertas durante esta exploración: Helluland, que significa ‘tierra de las piedras planas’; Markland, territorio cubierto por bosques (algo que claramente interesaba a los colonos de Groenlandia, región escasa de árboles); y Vinland o ‘tierra de las viñas’, que estaba algo más al sur de Markland. Fue en Vinland donde se estableció el asentamiento descrito en las sagas.

## Sociedad y cultura
Los vikingos fueron un pueblo marinero muy mitificado en los anales medievales y sagas nórdicas. Como muchos pueblos medievales, los vikingos tenían un sistema estratificado de castas rígido. Para el historiador Gwyn Jones, el concepto vikingo era una modalidad de «trabajo temporal estival».

### El mar

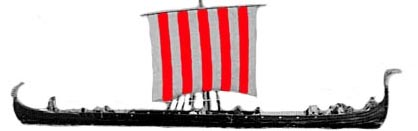
Imagen de un barco vikingo o drakkar.

Los diversos pueblos vikingos se encontraban interrelacionados a través del mar, que comunicaba los numerosos núcleos habitados sin unidad política. Las diferencias en sus costumbres y en las rutas marítimas elegidas se deben sobre todo a su posición geográfica y a sus peculiares características físicas.

Para surcar estos mares usaban varios tipos de barcos, entre ellos los drakkars y knarr. Los knarres eran barcos veleros de casco corto y amplio, lentos pero de gran capacidad. El desarrollo de los drakkares, barcos largos y estrechos de fácil navegación y muy útiles para desembarco y transporte de tropas, sin igual en la Europa Medieval, fue uno de los motivos que impulsó su rápida expansión.

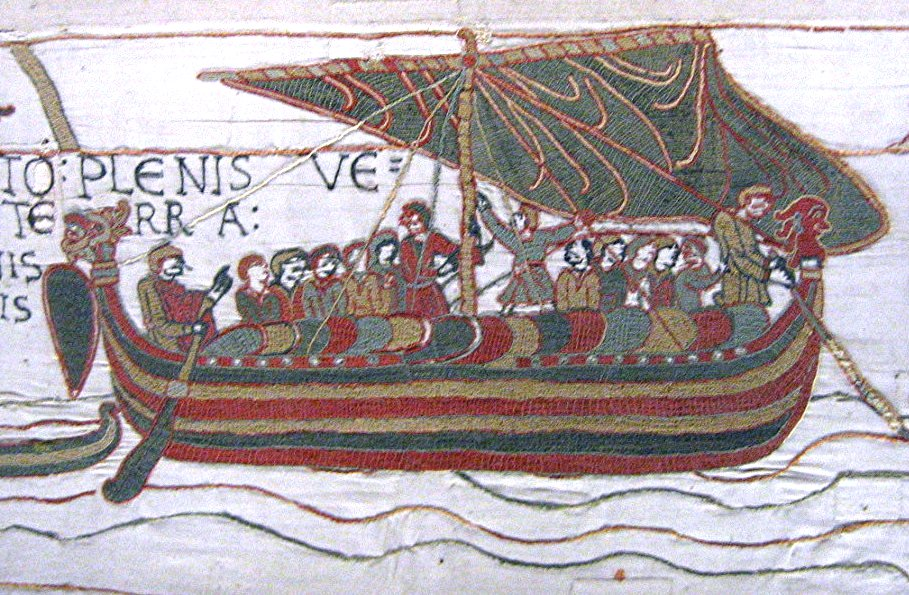
Drakkar en el Tapiz de Bayeux.

Los snekkar, llamados modernamente drakkar (palabra nórdica que designaba el dragón que se tallaba en la proa del barco) eran embarcaciones largas, estrechas, livianas y con poco calado, con remos en casi toda la longitud del casco. Versiones posteriores incluían un único mástil con una vela rectangular que aligeraba el trabajo de los remeros, especialmente durante las largas travesías. En combate, la variabilidad del viento y la rudimentaria vela convertían a los remeros en el principal medio de propulsión de la nave.
Casi todos los drakkar eran construidos sin utilizar cuadernas. Utilizaban el método de casco trincado, superponiendo planchas de madera unas a otras y para tapar las juntas de unión entre las planchas se utilizaba musgo impregnado con brea. El reducido peso del drakkar y su poco calado hacían posible que navegara por aguas de solo un metro de profundidad, lo que posibilitaba un rápido desembarco e incluso el transportar la embarcación por tierra.

### Las guerras
Durante la Era Vikinga, Escandinavia fue escenario de numerosas guerras. Sin embargo, estas tenían un carácter más de rencillas entre los caudillos locales por dominar a sus rivales que de verdaderas luchas entre naciones. Hasta la segunda mitad de la Era Vikinga no se puede hablar de verdaderos reyes locales, ni de estados definidos.
No eran los mejores en cuanto técnicas y tácticas, sin embargo eran unos de los guerreros más letales e implacables de su época famosos por su ferocidad en combate cuerpo a cuerpo. El máximo honor para los vikingos era morir en combate ya que de este modo accedía a Valhalla, el gran salón en el que se reunían los caídos en batalla. Este concepto lo podemos encontrar en otras culturas antiguas, cómo por ejemplo los primeros griegos guerreros de hace más de tres mil años, cuyo único camino de vida, para alcanzar la areté (la perfección), era mediante hazañas en la batalla, o morir en combate antes que cualquier otra forma de vida.[cita requerida]

### Clases sociales
La era vikinga duró trescientos años, por lo tanto cambió muchas de sus características en esta época. Pero sí se encuentran diferencias a diferentes civilizaciones que se encontraban cerca de ellos, como lo eran los ingleses. La sociedad escandinava era tripartita, con esto se da a entender que estaba dividida en tres clases sociales.
- Jarl: Los que serían nobles o reyes, de entre los cuales se escogía al rey, konungr, en el caso de que lo hubiese. Los reyes eran escogidos por diferentes personas relevantes de su clan y no se heredaba el trono como la imagen arquetípica de un rey. Normalmente estos jarls dirigían algunas de las expediciones de comercio y saqueo.[32]
- Karl: bóndi, u hombres libres donde esta libertad dependía de su palabra. El grueso de la población, principalmente campesinos, granjeros y comerciantes, pero este era perfectamente capaz en cuanto al combate y la guerra. El bóndi no existe individualmente, si no en el interior de su familia.[32]
- Thrall: o los esclavos. Una fuente principal de ingresos en los pueblos nórdicos. Llegaban a ser esclavos de tres maneras, ser capturado en batalla y vendido como thrall, haber nacido en una familia de esclavos o madre esclava o al no poder pagar una deuda o sentencia del althing. Las familias tenían entre dos y tres esclavos, a veces más. Aunque se podía liberar ya que el sistema era flexible (pagando o gracias de los amos).[32]

La definición de las clases sociales se pueden encontrar en el poema mitológico Rígsthula.

### La mujer vikinga
También llamada husfreyja, la mujer vikinga era la dama de la casa. Tenían muchas responsabilidades ligadas a la economía privada; responsabilidades que aumentaban cuando otros miembros de la familia (como el padre y los hijos) salían y dejaban sus tareas en sus manos. Esta derivación hacía que se les respetase dentro de los vínculos sociales. Asimismo, las mujeres vikingas se ocupaban de defender el honor del clan, así como de que se respetaran y continuaran las tradiciones dentro de la familia. 
Las ocupaciones que normalmente tenían eran basadas en el mantenimiento del hogar: producción de alimentos y venta de los mismos, educación y crianza de los hijos, elaboración de ropa y utensilios, tareas de la granja atribuidas a su género como la lechería, aunque si los miembros encargados de las demás tareas se encontraban ausentes ellas eran las responsables también.
Las mujeres de las antiguas sociedades nórdicas gozaban cierto grado de libertad mayor respecto a sus otras sociedades y culturas contemporáneas. Sus posibilidades de incorporación en el ámbito público se veían más ligadas a factores como el linaje o la clase social que al propio sexo. Esto quiere decir que no era imposible que una mujer fuese a la guerra, por ejemplo, o cumpliera cierto rol político-público. El rol de la antigua mujer nórdica dependía de las diferentes comunidades, y no había una fijación generalizada de su subordinación, como fue después con la cristianización de la sociedad vikinga.

### Religión, mitología y cosmología

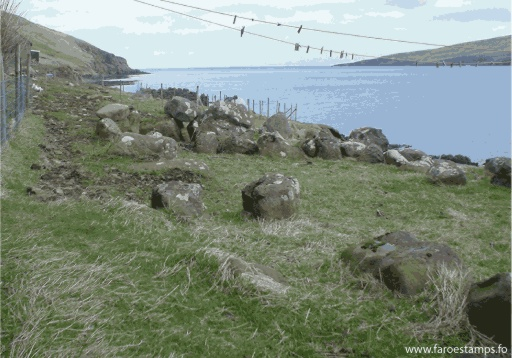
Ruinas del Hof (templo vikingo) de Hov, islas Feroe.

Los primeros vikingos eran paganos y politeístas. Adoraban a un panteón de dioses que personificaban las fuerzas de la naturaleza y otros conceptos. Más tarde se convirtieron al cristianismo. 
Hay que tener en cuenta que, en contra de la percepción popular generalizada, los vikingos no fueron uniformemente paganos antes de su conversión total al cristianismo. Un gran número de ellos se había ido convirtiendo progresivamente, bien durante sus incursiones a tierras extranjeras, bien a través de monjes misioneros. Estos vikingos cristianos se hicieron cada vez más numerosos a medida que la nueva fe sustituía definitivamente al paganismo durante la cristianización de Escandinavia, aunque las viejas creencias perdurarían hasta el siglo XI. La conversión de los monarcas vikingos y la posterior imposición de la fe cristiana por parte de estos a todo el pueblo nórdico, constituyó un punto de inflexión crucial en la historia de los vikingos.
Durante este proceso de transición religiosa, la fe politeísta vikinga recibió ciertas influencias cristianas (como antes las había recibido de la religión pagana de Roma). A ello hay que añadir que muchas de las fuentes que proporcionan el conocimiento actual de la antigua religión vikinga fueron escritas por cristianos, y algunos de sus mitos y descripciones responden a una visión cristiana de la mitología nórdica.

#### Dualidad
La mitología tiene un concepto de la idiosincrasia vikinga, este es la dualidad y/o antagonismos, donde un concepto o condición tiene su contrario y representan algo. En el ideario escandinavo varias de estas "ideas" se representaban de manera dual, como por ejemplo:
- Hrímfaxi & Skinfaxi, Nótt & Darg: La deidad de la noche (Nótt) y el día (Darg) viajaban por el cielo en carros tirados por caballos, cuyos nombres significan crines de escarcha (Hrímfaxi) y crines brillantes (Skinfaxi) respectivamente.
- Arvak & Alsvid: Caballos cuyos nombres significan, "madrugador" y "muy veloz" respectivamente. Ellos cabalgaban con la deidad Sól que se menciona a continuación.
- Sól & Sköll, Máni & Hati: La deidad Sól es perseguida y finalmente cazada por el lobo Sköll y esta era remplazada por su hermano Máni, dios luna, quien también era perseguido por el lobo Hati, finalmente reemplazando de nuevo a su hermana Sól.[35]

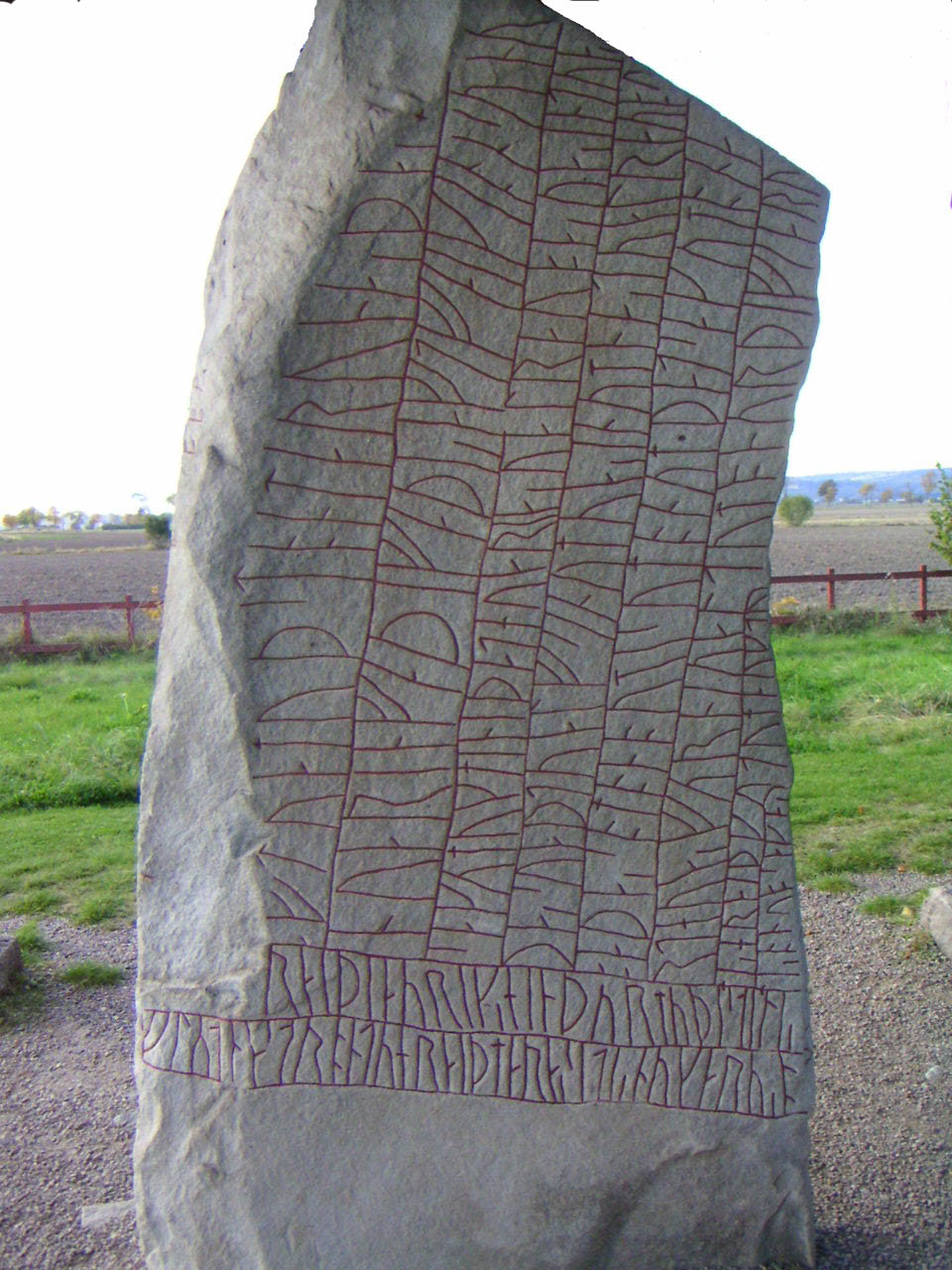
La piedra de Rök, estela rúnica medieval.

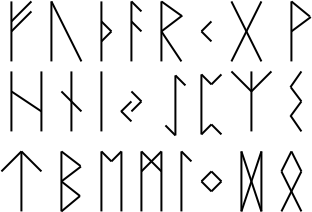
Futhark antiguo.

### Las runas y la lengua
Las runas eran símbolos de escritura utilizados por los antiguos escandinavos, que probablemente constituían un alfabeto.  Su más antigua evidencia data del año 160. Esas runas, también llamadas alfabeto futhark (por el nombre de las primeras letras), fueron empleadas para escribir el antiguo nórdico la lengua de los habitantes de Escandinavia.
En su origen las runas se labraban en pequeñas piezas de piedra y madera, por lo general cantos rodados, aunque también las hay en arcilla y actualmente se las reproduce en juegos de naipes con diseños muy variados.

### Casas vikingas
El hogar general de un vikingo se conformaba por diferentes factores, ya que estaban involucrados en invasiones, que llevaban a estar dentro del foco de la violencia constante, además de ser comerciantes navales y usar barcos. Las comunidades tenían que ser autosuficientes, entonces usaban lo que tenían, en especial el suelo, donde se producía la agricultura y ganadería.
Los materiales principales usados en la construcción de estas casas son; el tepe, la madera y la piedra, en otras regiones como Dinamarca, se usaba la hoja caduca para el armazón de las casas que se cubría con arcilla y estiércol mezclado.
En cuanto al largo, ancho y la distribución, dependía del nivel económico de la familia, lo que sería el granero y almacén se construían dentro de la casa, para calentar la casa además de proteger todo lo que les pertenecía. Generalmente se distribuía en tres partes, una donde vivía las personas y otras dos, una para almacenar comida y la segunda para el granero.

## Celebridades

#### Erik El Rojo
Uno de los vikingos más famosos es el noruego Erik el Rojo, que colonizó Groenlandia. También llamado Erik Thorvaldsson, nació en lo que ahora es Noruega alrededor del año 950. 

#### Leif Erikson
Hijo de Erik el Rojo, Leif Erikson también está en la lista de vikingos célebres por supuestamente haber llegado a América antes que Cristóbal Colón,

#### Ragnar Lodbrok
Ragnar Lodbrok y toda su prole que son las figuras históricas más conocidas de todas las incursiones y conquistas en Europa, liderando el gran ejército pagano que dominó gran parte de Inglaterra.

#### Canuto el Grande
Rey de Dinamarca, que logró someter todo el este de Inglaterra.

#### Harald Haardrade
Otro de los grandes fue Harald Haardrade (Harald el Despiadado), quien es considerado el último rey vikingo. Harald huyó muy joven a Constantinopla, donde participó en la Guardia Varega durante diez años, siendo uno de sus mejores líderes. Luego escapó con la hija de la emperatriz hacia Nóvgorod, para enviarla de vuelta a Constantinopla. Compartió el reino de Noruega con su sobrino (Magnus I el Bueno) a cambio de la mitad de su riqueza acumulada en Constantinopla, pero después de un corto tiempo su sobrino falleció en extrañas circunstancias y quedó gobernando en solitario.
Cuando Harald supo que Guillermo el Bastardo (quien después de conquistar Inglaterra sería llamado El Conquistador) tenía la intención de apoderarse de Inglaterra, diseñó un árbol genealógico según el cual tenía derecho a ser rey de Inglaterra, reunió un ejército y, junto con Tostig (hermano del rey Haroldo II de Inglaterra) se embarcó a conquistar la isla. Desembarcó en el norte y fue descendiendo hasta llegar a York, encontrando poca resistencia, pues el ejército del rey Harold II se hallaba en el sur de la isla. Y en una rápida y larga marcha, Harold II llegó hasta donde estaba Haardrade, quien ya consideraba que estaba todo bajo control, pero se encontró con una férrea defensa y cayó en la batalla de Stamford Bridge el 25 de septiembre de 1066).

## Arqueología

### Armas

#### Zona de Mammen
Se encuentra en Jutlandia que forma parte de Dinamarca. En esta zona se encontró la cámara funeraria de Mammen, donde se hallaron restos y ofrendas de un hombre fallecido. Esta tumba se abrió en 1868, los objetos le dieron el nombre a un tipo de arte nórdico o escandinavo, el estilo Mammen. Se encontraron hachas, un cofre de bronce, dos de madera y una vela de cera. Por la ropa y objetos que llevaba se puede concluir que el hombre era de elevado estatus o adinerado. Los objetos se encuentran en el Museo Nacional de Dinamarca en Copenhague, Dinamarca.

#### Hacha de Mammen
Encontrada en la Zona Mammen, hecha con hierro y decorada con plata, como se menciona anteriormente, esta y otra hacha le dieron nombre al tipo de arte “Mammen” escandinavo, en el Hacha se puede ver un pájaro con un ojo circular, la cabeza erguida, con pico y oreja y todo el cuerpo entrelazado. En la otra cara del hacha encontramos un diseño de hojas entrelazado.

### Esculturas
La valquiria de Hårby fue encontrada por accidente con un detector de metales en diciembre del 2012 en Hårby, Dinamarca. Actualmente se encuentra en el Museo Nacional de Dinamarca en Copenhague.
Odín de Lejre se encontró durante las excavaciones del museo de Roskilde gracias a un arqueólogo aficionado, Tommy Olesen.

## Influencia posterior

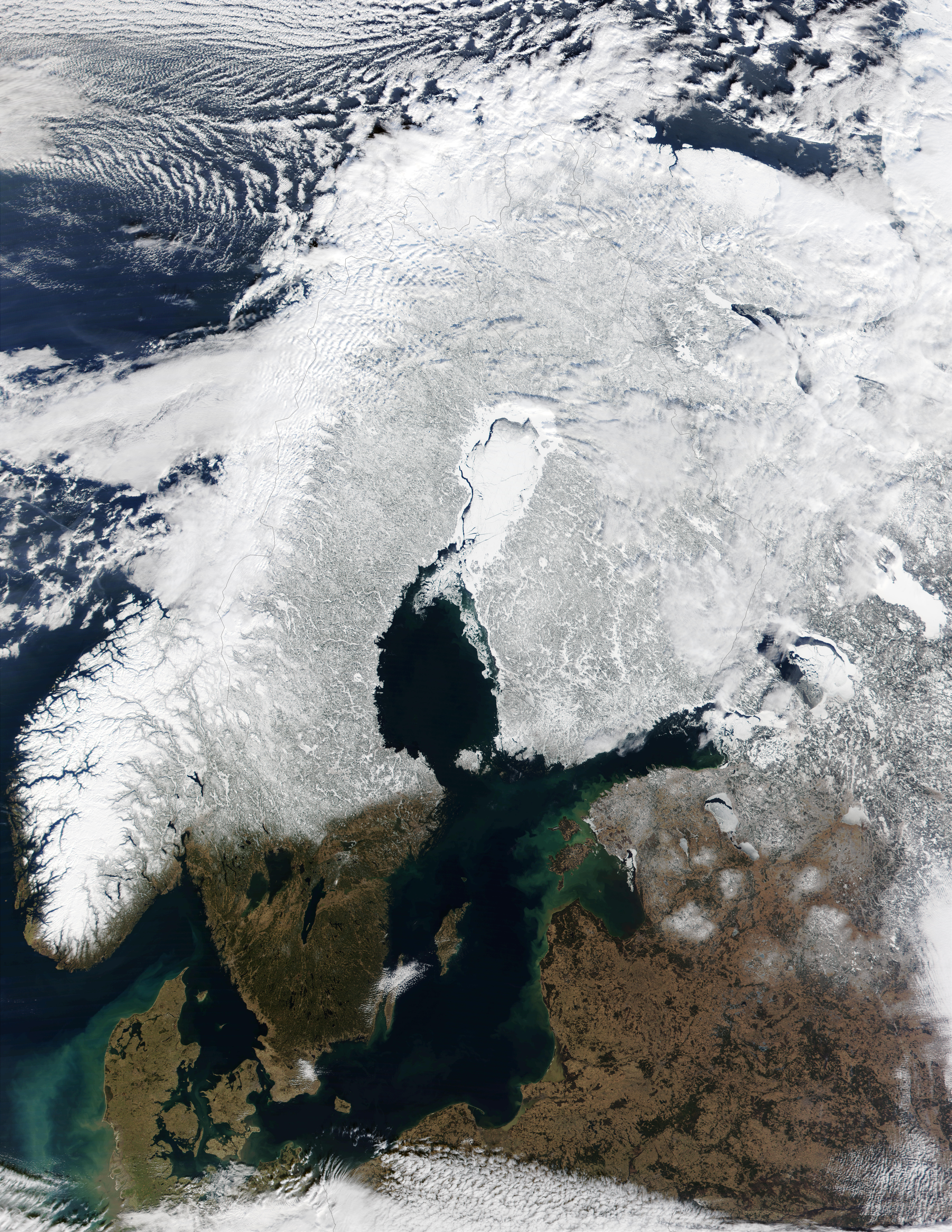
Una imagen de Escandinavia cubierta de nieve.

### Romanticismo
La palabra vikingo comenzó a tener una connotación romántica hacia el siglo XVIII. De acuerdo con el escritor sueco Jan Guillou, el término vikingo lo popularizó, con connotaciones positivas, Erik Gustaf Geijer en el poema The Viking, escrito al comienzo del siglo XVIII. La palabra se tomó como referencia romántica a los idealizados guerreros navales, que tuvieron poca realidad en la cultura vikinga histórica. El interés del Romanticismo en el Norte Antiguo tenía implicaciones políticas: pretendía servir como fuente de exaltación nacional basándose en el glorioso y bravo pasado, para darles a los suecos el coraje para retomar Finlandia en la Guerra Finlandesa, que había sido perdida en 1809 contra Rusia. La Sociedad Gauta, de la que Geijer era miembro, popularizó este mito. Otro autor con gran influencia en la percepción de los vikingos fue Esaias Tegnér, otro miembro de la Sociedad Geatish, que escribió una moderna versión de la saga Friðþjófs saga hins frœkna, muy popular en los países nórdicos, el Reino Unido y Alemania.
En el mundo anglosajón, el mundo vikingo, George Hicke, autor de Linguarum Veterum Septentrionalium Thesaurus en 1703-05, fue el precursor de este interés por los vikingos. Durante el siglo XVIII, este entusiasmo aumentó, traduciéndose en numerosos poemas y sagas nórdicas e islandesas e iniciándose una búsqueda de restos vikingos en el país.
Así mismo, el compositor romántico alemán Richard Wagner tomó como temática de numerosas de sus obras la mitología germana, íntimamente relacionada con la nórdica (véase nacionalismo romántico).

### Nazismo
Como se ha comentado anteriormente, el parentesco entre germanos y escandinavos hizo al nacionalismo germano cultivar los mitos nórdicos. Durante la Alemania Nazi, el intento racista de idealización de los arios germanos llevó a recurrir también a los vikingos. Así, partidos fascistas europeos, como el noruego Nasjonal Samling, usaron símbolos vikingos en su propaganda.
Aunque Alemania no fue particularmente influida por los vikingos, también el Partido Nacional Socialista de Hitler se apropió de ellos: aunque no se declararon descendientes de los vikingos, los consideraron uno de los pueblos germanos (como atestiguan la mitología, la escritura rúnica, etc.) que su teoría hacía superiores. Mucha de la iconografía nacionalsocialista tergiversa por este motivo símbolos comunes a ambas culturas, como por ejemplo la esvástica o el emblema de las SS. Hoy en día, los neonazis siguen usando como distintivo runas y otros signos vikingos entre su simbología nazi.

### Movimiento Pagano
Durante los años setenta aparecieron diversos movimientos espirituales que revivieron las antiguas creencias nórdicas. El «paganismo nórdico» vinculado al mundo vikingo ha tenido mucha acogida en Escandinavia, Europa y Norteamérica principalmente.

### El estereotipo vikingo
En el imaginario popular, los vikingos crearon un estereotipo usualmente aplicado en describir a los escandinavos como gente rubia o pelirroja, de gran altura, piel e iris claros. A sus antepasados de la Era vikinga se los suele representar como bárbaros, sedientos de sangre y con cascos con cuernos debido a que el pintor sueco Gustaf Malmström quiso definirlos como seres casi endemoniados, aplicándoles cuernos en sus cascos por primera vez en 1820 para el poema épico Friðþjófs saga hins frœkna (La saga de Frithiof). La industria del cine y otras expresiones de la cultura popular han contribuido a difundir dicho estereotipo, que es irreal, pues los cascos con cuernos no eran prácticos en la lucha y no hay constancia de su uso por los vikingos. La imagen típica del vikingo es, pues, idealización romántica.
La historieta cómica de Dik Browne Olafo el vikingo (Olafo el Amargado o Agar the Horrible en inglés) pone de relevancia las contradicciones en los estereotipos de los vikingos, aunque la óptica del humor tiende un velo de simpatía hacia los personajes de la misma.

#### Estatura
Sobre su altura, cabe reseñar que Ahmad ibn Fadlan, cronista y viajero musulmán, y diversas fuentes, los mencionan como gente de gran estatura. Aunque estudios modernos de restos arqueológicos les dan un tamaño menor frente a personas actuales (1,67 metros). Con nuestro nivel de vida, quizá hubiera sido superior.

#### Sanguinarios
El ser sanguinarios, bárbaros y paganos se debe a las crónicas y registros de la época, de autores como Adán de Bremen y Alcuino de York, que los suelen representar como un castigo divino por los pecados del mundo medieval. Así, redundan en exceso en lo pagano, aparte de la subjetividad ya existente (recordar que en la mayoría de los casos, son relatos de los pueblos víctimas de los ataques vikingos). Para la época que vivieron, donde hechos como la masacre de Verden (en donde 4500 paganos sajones fueron hechos decapitar por Carlomagno) no eran considerados atrocidades, no fueron especialmente brutales. Los escandinavos que practicaban los ataques vikingos no llegaron a ser ni más bárbaros ni más salvajes que sus contemporáneos sajones y francos.

### Música
En el pasado los Vikingos hacían música con instrumentos como cuernos de cabra, tambores con piel o liras.
En la actualidad, en los países escandinavos se ha llevado a cabo la construcción de canciones inspiradas en los vikingos, ya sea rastros de lo que fue, haciendo diferentes tipos de piezas o recreándolas para alcanzar realismo. Ejemplos de países son Finlandia, Noruega e Islandia, y existen bandas o compositores como, Einar Kvitrafn Selvik, Leidungr y Gjallarhorn entre otras más.

## Recreacionismo histórico vikingo
Conocido como reconstruccionismo histórico o recreacionismo histórico. En los últimos años han surgido algunos grupos interesados en rememorar las formas de vida vikingas. Dichos grupos hacen estudios históricos y arqueológicos de los yacimientos vikingos, para poder copiar su indumentaria, hábitos y costumbres. Generalmente estos grupos aprenden las viejas artes nórdicas, formas de lucha y recrean momentos históricos.
Un ejemplo fue (en España) la recreación de la batalla de Hastings en 2007 y 2009, donde participaron numerosos grupos recreacionistas de todo el mundo, incluido el grupo de recreación español «El Clan del Cuervo».[cita requerida] Otro ejemplo fue el Harpia: Balaguer Medieval, evento de tipo recreacionista (más cercano a feria recreativa) que tuvo lugar en los años 2013, 2015 y 2016.